# تريفور سينيور
تريفور سينيور (بالإنجليزية: Trevor Senior)‏ (28 نوفمبر 1961 في المملكة المتحدة - ) هو مدرب كرة قدم ولاعب كرة قدم بريطاني في مركز الهجوم. لعب مع نادي بورتسموث ونادي ريدنغ ونادي فارنبوروه ونادي ميدلزبره ونادي واتفورد ونادي وكينغ ونادي ألدرشوت وDorchester Town F.C. ‏ ونادي ألدرشوت تاون.

## وصلات خارجية
- تريفور سينيور على موقع قاعدة بيانات كرة القدم.إي يو (الإنجليزية)